# Bronius Kutavičius
Bronius Kutavičius   (Molainiai, 13 de setembre de 1932 - Vílnius, 29 de setembre de 2021) va ser un compositor lituà.
Va estudiar al Conservatori de Vilnius, on foren alguns dels seus professors, els coneguts compositors lituans Antanas Račiūnas i Elena Laumenskienė.
Va escriure nombrosos oratoris i òperes com The Last Pagan Rites, Lokis the Bear o The Gates of Jerusalem. Va guanyar diversos premis com la medalla de l'estat de Lituània el 1995 o el premi en el Festival de Probaltica (Polònia) el 1996.

## Obres
- Sonata per viola i piano (1968)
- Ant kranto (On the Shore) per soprano i 4 violes (1972); lletres de Jonas Mekas
- Varaciones Dzukian (1978)
- The Last Pagan Rites, oratori (1978)
- Strazdas žalias paukštis (Thrush, the Green Bird), òpera-poema (1981); llibret de Sigitas Geda
- From the Jatvingian Stone (1983)
- The Gates of Jerusalem (1991-95)
- Epitaphium temporum pereunti (1998)
- Lokys (Lokis the Bear), òpera (2000); llibret de Aušra Marija Sluckaitė-Jurašienė
- Joys of Spring (2005)